# Clã Abiru
O clã Abiru (阿比留氏, Abiru-shi) foi um clã do Japão que serviu ao Xogunato Kamakura como oficiais locais em Tsushima. Esse clã pode ter sido derivado do clã Taira, mas essa afirmação não é totalmente segura pelas fontes primárias.
Em 1246, os Abiru se revoltaram contra seus superiores, as autoridades de Dazaifu, lideradas pelos Chinzei Bugyō, que mantinham o governo de Kyūshū para o xogunato. Koremune Shigehisa, a pedido de Dazaifu, desbaratou a rebelião e pôs um fim no clã Abiru.